# 灰毛岩豆藤
灰毛岩豆藤（学名：Callerya cinerea）为豆科昆明雞血藤屬的植物。

## 分布
本種分布於缅甸、孟加拉、不丹、印度阿薩姆邦、尼泊尔、柬埔寨、寮國、馬來半島、越南、泰國，以及中国大陆中南部的四川、西藏、云南等地，生长于海拔1,120米的地区，多生于山坡次生常绿林中。

## 同物異名
- Millettia bockii Harms ex Diels
- Millettia bracteosa Gagnep.
- Millettia cinerea Benth.
- Millettia obovata Gagnep.
- Phaseoloides cinereum (Benth.) Kuntze
- Pongamia cinerea Graham